# Propionska kiselina
Propionska kiselina (propanska kiseline) je karboksilna kiselina koja se javlja u prirodi. Njena hemijska formula je 32COOH. Ona je čista tečnost oporog mirisa. Anjon , kao i soli i estri propiponske kiseline su poznati kao propionati (ili propanati).

## Osobine
Propionska kiselina ima fizičke osobine koje su između osobina malih karboksilnih kiselina, mravlje i sirćetne kiseline, i većih masnih kiselina. Ona se meša sa vodom, ali se može odvojiti dodatkom soli. Kao i sirćetna i mravlja kiselina, ona se sastoji od vodonično vezanih parova molekula u tečnom stanju i pari.
Propionska kiselina manifestuje opšta svojstva karboksilnih kiselina: ona može da formira amide, estre, kisele anhidride, i hloridne derivate. On može da podlegne alfa-halogenaciji sa bromom u prisustvu  katalizatora (HVZ reakcija) da formira .